# چکری غازی‌خان
چکری (به اردو:چَوَکَرَرِیَهِی) روستایی در شورای اتحاد دولاتپور  در پیند دادان خان تسیل، ناحیه جلوم در پاکستان است.